# Sigmops gracilis
Sigmops gracilis är en fiskart som först beskrevs av Günther, 1878.  Sigmops gracilis ingår i släktet Sigmops och familjen Gonostomatidae. Inga underarter finns listade i Catalogue of Life.